# Aansprekersoproer

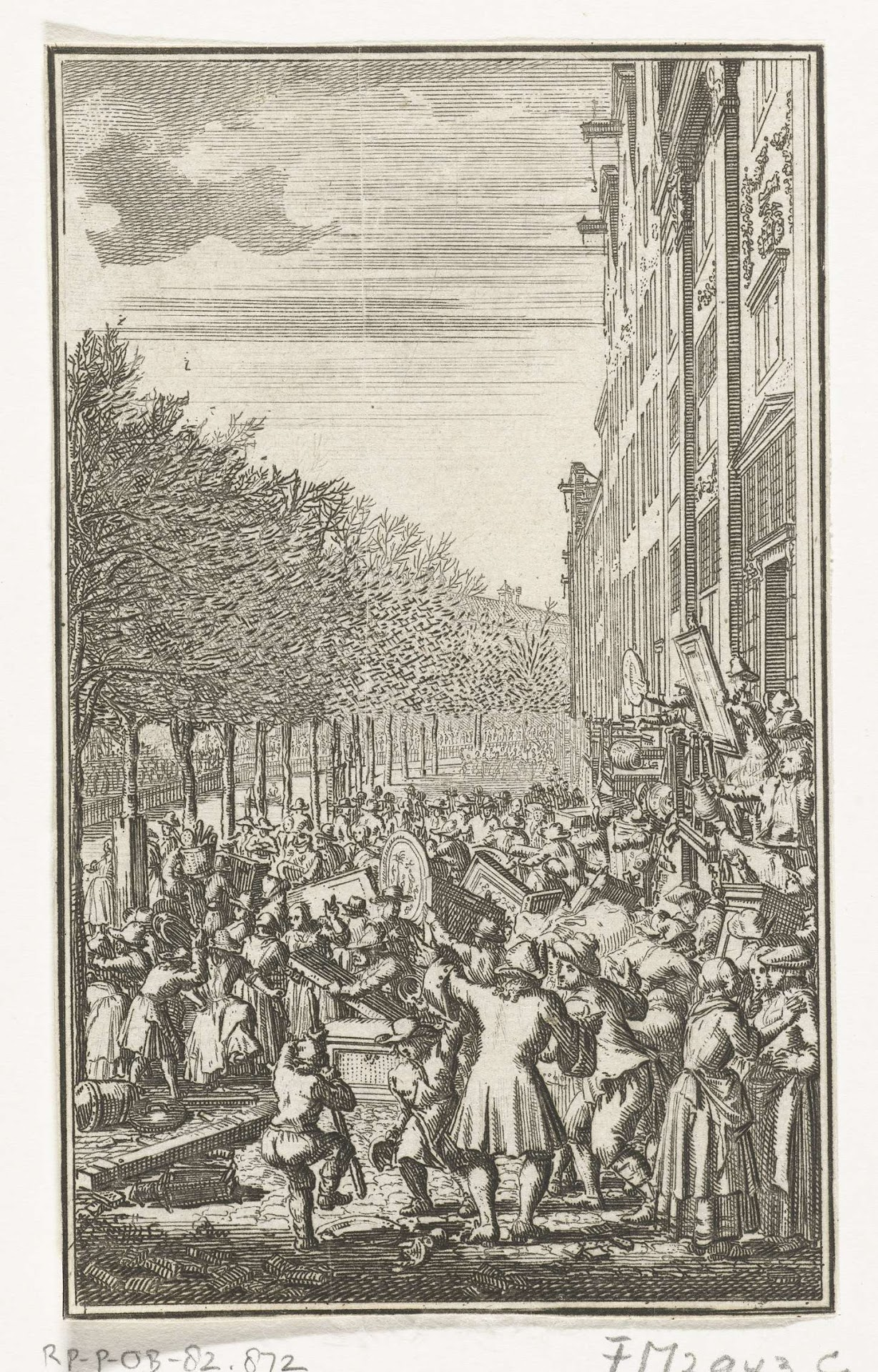
Plundering van de woning van de Amsterdamse burgemeester Boreel.
Prent door L. Scherm (1733)

Het Aansprekersoproer  of Biddersoproer was een oproer op 31 januari en 1 februari 1696 in Amsterdam dat begon op de Dam op de dag dat een nieuwe regeling en belasting op het begraven in werking zou treden, maar ook de aansprekers zouden worden geïnstalleerd. 's Ochtends stroomde het volk naar de Dam. Daar werd een parodie gegeven op de nieuwe wijze van begraven. De burgemeesters schrokken van de opkomst en de nieuwe regel werd zes weken uitgesteld.
De burgemeesters hadden besloten een beperkt aantal officiële aansprekers en dragers te benoemen, namelijk 72 in plaats van de ongeveer 300 vrije, onder oppertoezicht van vier commissarissen, die het werk moesten regelen en de financiële administratie zouden voeren. Op 10 januari had de vroedschap deze regeling aangenomen. De stad zou er een aardige inkomstenbron aan over houden en de burgemeesters een aantal banen om te verdelen onder hun relaties of personeel.
De aansprekers wisten de arme klassen aan te zetten tot een oproer, door het gerucht te verspreiden dat de armen (die volgens het voorstel gratis zouden worden begraven) voortaan bij hun dood als oud vuil behandeld zouden worden. Er was geen vrije keuze meer, doden mochten alleen nog door de stad aangestelde aansprekers worden begraven. Het oproer verplaatste zich naar het Aalmoezeniershuis op de Prinsengracht, waar de nieuwe aansprekers hun functie zouden aanvaarden. Er werd met stenen gegooid naar de schutters onder leiding van kapitein Martinus Spaaroog, die naar hun wachthuis op het Leidseplein vluchtten.
's Middags trok het volk naar het huis van de burgemeester Jacob Boreel aan de Herengracht, die met zijn zoon als stadssecretaris het voorstel had geïntroduceerd. Toen Spaaroog een van de belhamels eigenhandig neerstak, werd met een lantaarnpaal de deur geforceerd. Alles werd stukgesmeten; spiegels, porselein en schilderijen. De zwaarlijvige Boreel, die al jaren ziek was en met jicht op bed lag, is door de buren over de schutting gesleurd. Toen ging het volk naar de overkant naar François de Vicq. De stad zette de musketiers van de schutterij in om demonstraties neer te slaan. Op het Koningsplein werd geschoten. Het huis op de Reguliersgracht van kapitein Martinus Spaaroog, het hoofd van de schutterij, moest het eveneens ontgelden. Hij bleek naderhand negentig schilderijen waaronder zeven van Philips Wouwerman, een Jan Steen, vier Van Ostades en vier Ruisdaels te hebben verloren. (Spaaroogh werkte als suppoost bij de Bank van Lening).
Veel vroedschapsleden gingen naar hun huis om te kijken hoe het er voorstond. Burgemeester Joan Corver en Nicolaes Witsen waren vastbesloten in het stadhuis te blijven. Jacob J. Hinlopen, een voormalige burgemeester en schout, wist het volk te bedaren. Oud-burgemeesters Jeronimo de Haze en Joan de Vries wisten de woedende menigte af te leiden door geld op straat te gooien. Joan Huydecoper van Maarsseveen (junior) werd voor zijn huis op de Amstel uitgemaakt voor landverrader en verborg zijn kostbare spullen onder de turf of bij de buren. Tot slot werd ook het Pintohuis leeggeplunderd. Toen de schutterij, onder leiding van Michiel Hinlopen en een Rendorp optrad, en van beneden naar boven trok, vloeide het bloed langs de trappen. Twee schelmen werden bij het licht van flambouwen aan de tralies van de Waag opgehangen. Op 1 februari zijn nog drie en 6 februari zeven gasten geëxecuteerd, twee dagen nadat de rust was teruggekeerd. Er zijn in totaal 48 mensen aangehouden, 22 zijn veroordeeld, sommige werden naar Suriname verbannen. Twaalf roervinken zijn opgehangen voor het stadhuis en vier slachtoffers van de rellen op Volewijck aan hun benen.

## Nasleep
Het oproer had nog een staartje: een zekere Dirk Dirksz., een winkelier in de Nieuwe Leliestraat opgegroeid in het Aalmoezeniersweeshuis en ooit naar Suriname gestuurd, werd ervan beschuldigd de lantaarnpaal uit de grond te hebben getrokken. Zijn buurtgenoten uit de Jordaan kwamen in opstand en gingen bij de burgemeesters op bezoek om hem vrij te pleiten. De magistraat was bang voor herhaling van de rellen. Dirk Dirksz. had geluk en werd voor slechts acht jaar uit de stad verbannen.
Er speelde mogelijk meer dan enkel de belastingmaatregel; de toeloop bij het huis van de Engelse gezant op de Keizersgracht en bij het Huis de Pinto wijzen in die richting. Tijdens de Negenjarige Oorlog liep de handel in Amsterdam sterk terug. Hierdoor verminderde de welvaart en nam de werkloosheid toe. Daardoor waren ook de inkomsten van de stad verminderd.